# 天空率
天空率（てんくうりつ）とは、おもに建築設計において、天空の占める立体角投射率のことをいう。ある地点からどれだけ天空が見込まれるかを示し、100%が「全方向に天空を望む」状態、0%が「天空がすべて塞がれた状態」である。
建築基準法において、建築物の立体形状に対する制限の一要因という位置づけとなっているが、これは平成14年建築基準法改正において斜線制限の緩和条件として盛り込まれたものである。そこでは、斜線制限の範囲内で建てられる建築物と同等以上の天空率を建築物の周辺で確保できることが緩和条件となっている。つまり適合建物の天空率≦計画建物の天空率となっていれば斜線制限の緩和を受けることが可能になり、このメリットとしてはデザインの自由度と空間の有効利用が見込まれる。
天空率の計算のために同心円状に天空をマッピングしたものを天空図という。これは魚眼レンズで天空を撮影した写真と同等になる。また、建築学への環境工学的・心理学的なアプローチにおいても、空間の開放感や閉塞感を定量的にあらわす指標としても天空率は用いられる。

## 経緯
従来の斜線制限をクリアするために道路に面した部分を切り落としたような建物が多く見られる。これは「斜めカット」とも称され、居住性やデザインの向上とは直接結びつかず、専ら「法規により生まれた」形状であった。また、「太く低い建築物」よりも「スリムで高い建築物」のほうが周辺の開放感・日照・通風を確保できるとしても、後者が斜線制限のため建てられず、結局マッシブな建築物を設計するという方向になりがちであった。
そこで、より実情に合致し、感覚と一致する新しい制限として登場したのが天空率の概念である。斜線制限は計算が容易で、立面図だけで検討可能であるのに対し、天空率の計算は難しく、定規と鉛筆の手計算ではほぼ不可能であった。しかし安価で使い易いコンピュータとソフトウェアが普及し、天空率を指標として用いることが現実的となった。現在では天空率計算機能を備えたCAD（JWW等）、旧来のCADへの機能拡張、もしくは独立したアプリケーションとして天空率計算プログラムが広く普及している。
しかし、従来では建たないような建築物が突然近隣に建ってしまうことによる混乱、天空率を使うことで、感覚的に「ボリュームのありすぎる」建築物を建てられるという違和感が生じることもある。
なお、具体的な運用方法は国土交通省住宅局長から各都道府県知事あての技術的助言として（平成14年12月27日　国住街発第110号）「建築基準法等の一部を改正する法律の一部の施行について」
に記されている。